# Israëlische vechtkunsten
Israëlische vechtkunsten (Engels: Israeli Martial Arts) is een overkoepelende naam voor een groep uit Israël afkomstige verdedigingssystemen. De Israëlische vechtkunsten worden als verdedigingssystemen gekenmerkt en niet als (vecht)sporten. De nadruk ligt namelijk op het overleven van moderne conflictsituaties. De Israëlische verdedigingskunsten hebben een duidelijke militaire achtergrond en kennen geen wedstrijdvorm.
De eenvoud en het realisme van de Israëlische verdedigingskunsten maakt ze niet alleen populair bij "normale" burgers, maar ook onder mensen met risicoberoepen, zoals beveiligers, politie, ambulancepersoneel en defensie.
De bekendste Israëlische verdedigingskunsten zijn:
- Kapap / Lotar (Hebreeuws: קפ"פ, "Gevecht op gezichtsafstand" / "Gevecht tegen terrorisme")
- Krav maga (Hebreeuws: קרב מגע, "contactgevecht")
- Hisardut (Hebreeuws: "Overleven")
- Hagana (Hebreeuws: "Verdediging")

De Israëlische verdedigingskunsten kennen doorgaans geen banden, kata's (vormen), tradities of traditionele uniformen. Daarnaast onderscheidt deze groep zich van andere gevechtssystemen door onder andere het trainen van realistische pistool- en mesontwapeningen en het trainen onder realistische omstandigheden (buiten, in het donker, in trapportalen, enzovoort).